# Бреннерський базисний тунель
Бреннерський базисний тунель (нім. Brennerbasistunnel; італ. Galleria di base del Brennero) — 55-кілометровий залізничний базисний тунель, що на 2020 рік споруджується через Східні Альпи, під перевалом Бреннер. Під'їзні колії тунелю починаються від центрального вокзалу Інсбрука (Австрія) і через власне тунель прямують до Фортецца (Італія), замінюючи частину діючої Бреннерської залізниці. Тунель має стати складовою «Лінії 1» (маршрут Берлін — Палермо) транс'європейських транспортних мереж (TEN-T).
Перевал Бреннер є одним з найважливіших транспортних маршрутів між північною і південною Європою, автострада, що прямує через  нього, сумнозвісна своїми довгими корками. Забруднення повітря, що здійснює автотранспорт, також є серйозною проблемою. Тунель дозволить полегшити поточну ситуацію, значно поліпшивши залізничне сполучення між Північним і Південним Тиролем — він дозволить потягам перетинати Альпи істотно швидше. На 2010 роки середня швидкість поїздів у регіоні ледь перевищує 70 км/год, перш за все через великі градієнти підйому/спуску теперішніх трас, що прямують на значній висоті.
Проєкт тунелю фінансується спільно Австрією та Італією, а також Європейським союзом. Через масштаб проєкту (планується, що це буде другий за протяжністю тунель у світі, після швейцарського тунелю Готтард). Тунель планується завершити до 2032 року: при його введенні в експлуатацію час у дорозі від Інсбрука до Больцано скоротиться з 2 годин до 50 хвилин.

## Передмова

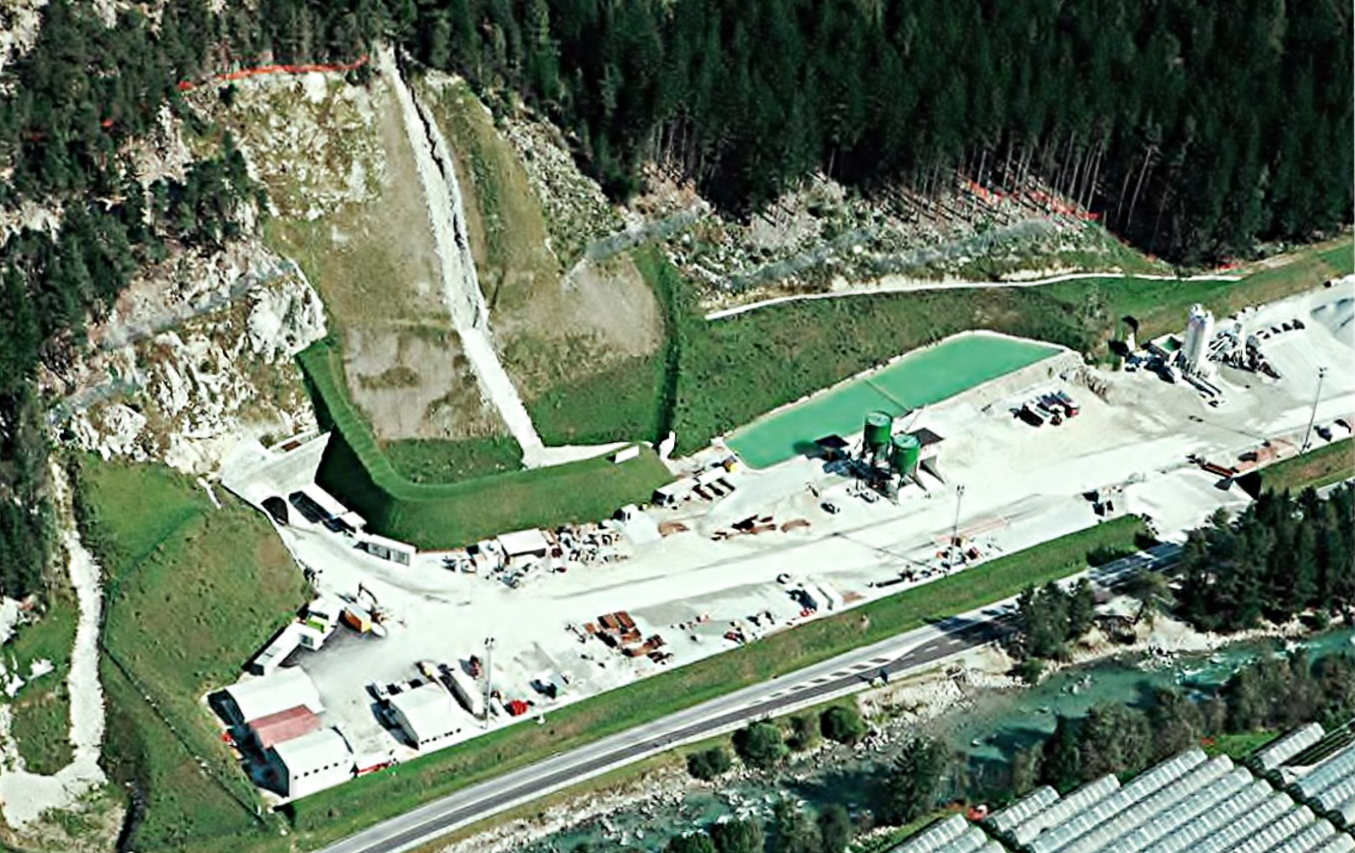
Краєвид на будівельний майданчик Mauls / Mules (2008)

У XXI столітті пасажирський і вантажний потік через Альпи значно збільшився — причому, прогнозується його подальший інтенсивний ріст. Австрія є однією з ключових країн при транзиті вантажів як між північною і південною Європою, так і між Східною і Західною. При цьому регіон Бреннер є складним, з точки зору транспорту, через негативне ставленням місцевих жителів як до внутрішніх, так і до транскордонних транспортних проблем. Тим часом, тільки з 1970 по 1999 рік вантажні перевезення в регіоні збільшилися в сім разів: з 3 до 22 мільйонів тонн. За даними на 1990 рік, 70 % вантажів зі Східної Європи перевозилося по залізниці; решта — автомобільним транспортом.
Сьогодні близько трьох чвертей вантажопотоку через перевал Бреннер прямує за допомогою автомобільного транспорту. І тубільці давно борються за зниження пов'язаного з цим забруднення навколишнього середовища. На думку прихильників будівництва залізничного тунелю, його прокладка необхідна для перекладу вантажних перевезень з автодоріг на залізничний транспорт.
Власне залізниця від Інсбрука до Бозена була побудована в період між 1860 і 1867 роками: при цьому похили до 2,5 % істотно ускладнюють проведення залізничних операцій у регіоні. Покращення стану італійських залізниць, пов'язаних із завершенням модернізації існуючих ліній наприкінці 2008 року, дозволили теоретично пропускати в регіон до 240 поїздів на день.
Нова лінія Бреннера, що включає тунель, матиме максимальний градієнт всього в 1,2 % (градієнт у тунелі — близько 0,7 %), що дозволить локомотивам перевозити в два рази більшу вагу. Вона також скоротила б час у дорозі між Інсбруком і Бозені з другої години сьогодні до неповної години.

## Проєкт

### Основний тунель
55-кілометровий подвійний тунель починається e передмісті Інсбрука (Вільтен) і проходить в Альпах, досягаючи висоти близько 840 метрів над рівнем моря. Тунель заглиблений до 1600 м нижче поверхні землі. Обсяг скельної породи, що підлягає виїмці в ході будівництва тунелю, оцінюється в 11,1 млн м³, з яких більше половини належить витягнути з австрійської сторони. Основні тунелі матимуть круглий поперечний переріз діаметром в 9,6 метри.

### Північний підхід
На своєму північному кінці базисний тунель матиме два входи. Один маршрут буде вести від головної станції Інсбрук, інший — з'єднається з обхідним маршрутом навколо міста. Це додає приблизно 8 км загальної довжини тунелю, з урахуванням чого базисний тунель Бреннер стане найдовшим безперервним залізничним тунелем у світі. Однак, аналогічне доповнення є і у базисного тунелю Готтард, з урахуванням якого він залишиться «найдовшим». В Австрії нова двоколійна швидкісна лінія буде доповнювати залізницю Нижньоіннської долини між Вергль та Баумкірхен. Ця лінія, відкрита в грудні 2012 року, здатна пропускати до 300 поїздів на день.

### Південний підхід
Південний підхід до тунелю Бреннер матиме довжину в 189 кілометрів і має доходити від південного входу у Франценсфеште до Верони. Уряд Італії вже виділив 6 мільярдів євро на будівництво всього підходу. Існує думка, що ця цифра є «занадто оптимістичною».